# Johannes Thorenberg
Johannes Thorenberg, född 1773, död 1809, var en finländsk kyrkomusiker. Han var son till Carl Thorenberg och bror till Catharina Thorenberg. 
Thorenberg blev 1793 organist i Åbo domkyrka och kort därefter musiklärare vid Kungliga Akademien i Åbo.